# Ден на ветераните
Денят на ветераните (на английски: Veterans Day) е официален празник на Съединените щати, когато гражданите оказват почит на загиналите войници и участниците във войните.
Празнува се винаги на една и съща дата: на деня, в който завършва Първата световна война – 11 ноември 1918 г.